# Ancien évêché de Lausanne

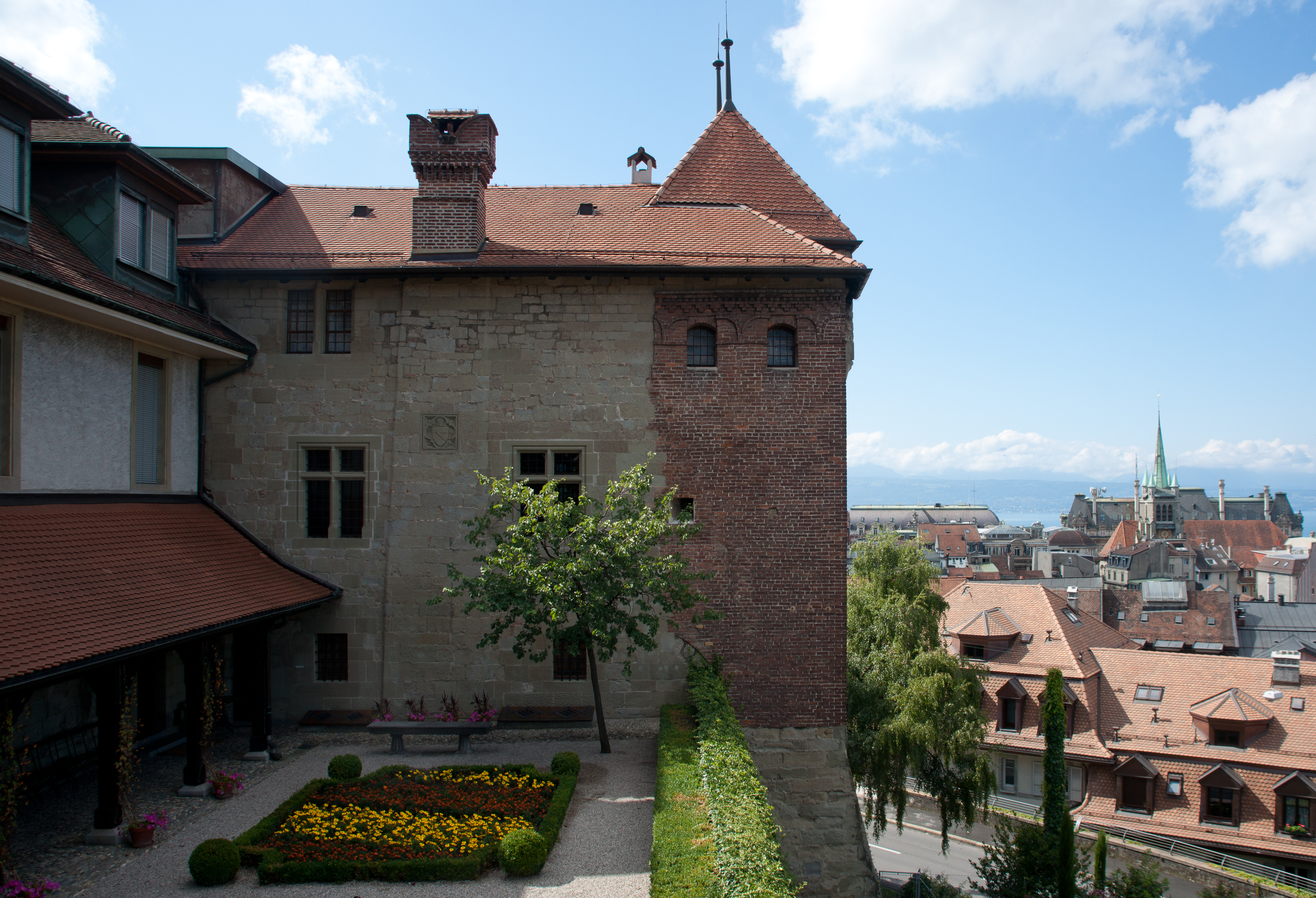
Mauerwerk der ehemaligen Bischofsresidenz

Ancien évêché de Lausanne (ehemaliger Bischofssitz von Lausanne) ist die Bezeichnung eines historischen Bauwerks in der Schweizer Stadt Lausanne, das im Mittelalter zeitweise als Residenz der Bischöfe von Lausanne diente.
Das Gebäude steht am südlichen Ende des Hügels Cité, auf welchem sich der Kern der Altstadt von Lausanne befindet, und direkt neben der Kathedrale Notre-Dame von Lausanne.
Die ältesten Bauteile des Gebäudes dürften noch aus dem 11. Jahrhundert stammen, als Bischof Heinrich die neue Bischofsburg errichten liess. Das Gebäude erfuhr einige Umbauten durch die Bischöfe, bis diese ihre Residenz im Jahr 1431 in die grössere Burg Saint-Maire im Nordteil der Cité verlegten.
Nach der Eroberung der Waadt durch Bern gelangte der Bau in den Besitz der Stadt Lausanne, die darin im Laufe der Zeit verschiedene Einrichtungen unterbrachte und am Bauwerk manches verändern liess. Das Gebäude diente zeitweise als Gefängnis und später als Gerichtsgebäude und als Schulhaus.
1918 stellte die Stadt das mittelalterliche Haus dem Stadtmuseum Musée historique Lausanne zur Verfügung, das bis heute darin seine Ausstellungen präsentiert.